# Weisslingen
Weisslingen (gzu. Wislig) – miejscowość i gmina (Politische Gemeinde) w północnej Szwajcarii, w kantonie Zurych, w okręgu (Bezirk) Pfäffikon.  

## Demografia
W Weisslingen mieszka 3436 osób. W 2021 roku 10,2% populacji gminy stanowiły osoby urodzone poza Szwajcarią.

## Transport
Przez teren gminy przebiega droga główna nr 822.